# Campeonato de Primera División 1955 (Argentina)
El Campeonato de Primera División 1955, fue la vigésima quinta temporada y el vigésimo séptimo certamen de la era profesional de la Primera División de Argentina de fútbol. Se disputó desde el 30 de abril al 11 de diciembre, en dos ruedas de todos contra todos. 
El campeón fue el Club Atlético River Plate, que con este logro dio comienzo a lo que luego se transformaría en el primer tricampeonato de su historia, hasta que la AFA decidió, en el año 2013, reconocer como título independiente a la Copa de Oro de 1936.
El Club Atlético Platense descendió a Primera B, al haber ocupado el último lugar en la tabla de posiciones.

## Ascensos y descensos
| Pos | Equipo ascendido |
| --- | ---------------- |
| 1.º | Estudiantes (LP) |

| Pos  | Equipo descendido en la temporada 1954 |
| ---- | -------------------------------------- |
| 16.º | Banfield                               |

## Equipos
| Equipo             | Ciudad       |
| ------------------ | ------------ |
| Boca Juniors       | Buenos Aires |
| Chacarita Juniors  | Villa Maipú  |
| Estudiantes        | La Plata     |
| Ferro Carril Oeste | Buenos Aires |
| Gimnasia y Esgrima | La Plata     |
| Huracán            | Buenos Aires |
| Independiente      | Avellaneda   |
| Lanús              | Lanús        |
| Newell's Old Boys  | Rosario      |
| Platense           | Buenos Aires |
| Racing Club        | Avellaneda   |
| River Plate        | Buenos Aires |
| Rosario Central    | Rosario      |
| San Lorenzo        | Buenos Aires |
| Tigre              | Victoria     |
| Vélez Sarsfield    | Buenos Aires |

### Distribución geográfica de los equipos
| Región                 | Cant. | Equipos                                                                                         |
| ---------------------- | ----- | ----------------------------------------------------------------------------------------------- |
| Ciudad de Buenos Aires | 7     | Boca Juniors, Ferro Carril Oeste, Huracán, Platense, River Plate, San Lorenzo y Vélez Sarsfield |
| Conurbano bonaerense   | 5     | Chacarita Juniors, Independiente, Lanús, Racing Club y Tigre                                    |
| Ciudad de La Plata     | 2     | Estudiantes y Gimnasia y Esgrima                                                                |
| Ciudad de Rosario      | 2     | Newell's Old Boys y Rosario Central                                                             |

## Tabla de posiciones final
| Pos. | Equipo                  | Pts. | PJ | PG | PE | PP | GF | GC | Dif. |
| ---- | ----------------------- | ---- | -- | -- | -- | -- | -- | -- | ---- |
| 1.º  | River Plate             | 45   | 30 | 18 | 9  | 3  | 53 | 35 | 18   |
| 2.º  | Racing Club             | 38   | 30 | 14 | 10 | 6  | 50 | 32 | 18   |
| 3.º  | Boca Juniors            | 37   | 30 | 14 | 9  | 7  | 51 | 36 | 15   |
| 4.º  | Independiente           | 36   | 30 | 14 | 8  | 8  | 48 | 31 | 17   |
| 5.º  | Lanús                   | 34   | 30 | 13 | 8  | 9  | 49 | 41 | 8    |
| 6.º  | Tigre                   | 30   | 30 | 12 | 6  | 12 | 47 | 54 | −7   |
| 7.º  | Ferro Carril Oeste      | 29   | 30 | 10 | 9  | 11 | 39 | 43 | −4   |
| 8.º  | San Lorenzo             | 28   | 30 | 8  | 12 | 10 | 41 | 43 | −2   |
| 9.º  | Huracán                 | 27   | 30 | 10 | 7  | 13 | 52 | 44 | 8    |
| 10.º | Gimnasia y Esgrima (LP) | 27   | 30 | 10 | 7  | 13 | 48 | 46 | 2    |
| 11.º | Vélez Sarsfield         | 27   | 30 | 11 | 5  | 14 | 39 | 55 | −16  |
| 12.º | Chacarita Juniors       | 26   | 30 | 9  | 8  | 13 | 46 | 49 | −3   |
| 13.º | Newell's Old Boys       | 25   | 30 | 8  | 9  | 13 | 42 | 55 | −13  |
| 14.º | Estudiantes (LP)        | 25   | 30 | 9  | 7  | 14 | 39 | 52 | −13  |
| 15.º | Rosario Central         | 24   | 30 | 9  | 6  | 15 | 46 | 57 | −11  |
| 16.º | Platense                | 22   | 30 | 6  | 10 | 14 | 35 | 52 | −17  |

|  | Campeón.                        |
|  | Relegado a la Segunda División. |

## Descensos y ascensos
Platense descendió a Primera B, y Argentinos Juniors ocupó su lugar para el Campeonato de Primera División 1956.

## Resultados
Fecha 1
30 de abril
- River Plate 1 - Tigre 0
- Independiente 2 - Estudiantes (LP) 1
- Huracán 3 - Vélez Sársfield 3
- Ferro 2 - San Lorenzo 2
- Chacarita Juniors 1 - Platense 3
- Newell's Old Boys 2 - Boca Juniors 3
- Gimnasia (LP) 1 - Racing Club 0
- Lanús 2 - Rosario Central 1

Fecha 2
8 de mayo
- River Plate 2 - Chacarita Juniors 2
- Racing Club 3 - Newell's Old Boys 0
- Vélez Sársfield 1 - Ferro 0
- Estudiantes (LP) 5 - Platense 1
- San Lorenzo 0 - Lanús 0
- Rosario Central 3 - Independiente 4
- Tigre 1 - Gimnasia (LP) 1
- Boca Juniors 5 - Huracán 2

Fecha 3
15 de mayo
- Gimnasia (LP) 2 - River Plate 3
- Platense 2 - Rosario Central 0
- Independiente 3 - San Lorenzo 2
- Lanús 2 - Vélez Sársfield 0
- Huracán 1 - Racing Club 2
- Ferro 0 - Boca Juniors 0
- Chacarita Juniors 1 - Estudiantes (LP) 2
- Newell's Old Boys 3 - Tigre 0

Fecha 4
22 de mayo
- River Plate 1 - Newell's Old Boys 0
- Vélez Sársfield 1 - Independiente 1
- Racing Club 3 - Ferro 0
- Tigre 2 - Huracán 1
- Boca Juniors 2 - Lanús 1
- Gimnasia (LP) 4 - Chacarita Juniors 2
- San Lorenzo 2 - Platense 0
- Rosario Central 3 - Estudiantes (LP) 0

Fecha 5
29 de mayo
- Huracán 2 - River Plate 3
- Independiente 1 - Boca Juniors 1
- Estudiantes (LP) 1 - San Lorenzo 2
- Lanús 4 - Racing Club 2
- Platense 1 - Vélez Sársfield 2
- Chacarita Juniors 4 - Rosario Central 2
- Ferro 3 - Tigre 1
- Newell's Old Boys 1 - Gimnasia (LP) 1

Fecha 6
5 de junio
- River Plate 2 - Ferro 1
- Boca Juniors 3 - Platense 1
- Racing Club 1 - Independiente 1
- Vélez Sársfield 4 - Estudiantes (LP) 0
- Gimnasia (LP) 0 - Huracán 2
- Newell's Old Boys 2 - Chacarita Juniors 1
- Tigre 3 - Lanús 1
- San Lorenzo 0 - Rosario Central 0

Fecha 7
12 de junio
- Lanús 2 - River Plate 2
- Chacarita Juniors 4 - San Lorenzo 2
- Estudiantes (LP) 2 - Boca Juniors 1
- Huracán 1 - Newell's Old Boys 1
- Platense 3 - Racing Club 3
- Ferro 3 - Gimnasia (LP) 3
- Independiente 3 - Tigre 0
- Rosario Central 3 - Vélez Sársfield 0

Fecha 8
26 de junio
- River Plate 1- Independiente 0
- Boca Juniors 3 - Rosario Central 0
- Huracán 2 - Chacarita Juniors 3
- Gimnasia (LP) 1 - Lanús 0
- Vélez Sársfield 0 - San Lorenzo 0
- Racing Club 1 - Estudiantes (LP) 1
- Newell's Old Boys 4 - Ferro 1
- Tigre 2 - Platense 0

Fecha 9
3 de julio
- Platense 2 - River Plate 1
- San Lorenzo 1 - Boca Juniors 2
- Independiente 0 - Gimnasia (LP) 2
- Chacarita Juniors 0 - Vélez Sársfield 0
- Ferro 0 - Huracán 2
- Estudiantes (LP) 3 - Tigre 2
- Lanús 3 - Newell's Old Boys 1
- Rosario Central 0 - Racing Club 0

Fecha 10
17 de julio
- Newell's Old Boys 1 - Independiente 0

24 de julio
- River Plate 2 - Estudiantes (LP) 0
- Racing Club 0 - San Lorenzo 0
- Boca Juniors 5 - Vélez Sársfield 1
- Ferro 0 - Chacarita Juniors 1
- Tigre 1 - Rosario Central 2
- Huracán 4 - Lanús 0
- Gimnasia (LP) 3 - Platense 2

Fecha 11
31 de julio
- Rosario Central 2 - River Plate 2
- Chacarita Juniors 1 - Boca Juniors 1
- Estudiantes (LP) 2 - Gimnasia (LP) 1
- Lanús 2 - Ferro 2
- Independiente 1 - Huracán 0
- Vélez Sársfield 0 - Racing Club 2
- San Lorenzo 1 - Tigre 2
- Platense 1 - Newell's Old Boys 1

Fecha 12
7 de agosto
- Racing Club 1 - Boca Juniors 1
- Ferro 1 - Independiente 2
- Lanús 1 - Chacarita Juniors 0
- Newell's Old Boys 1 - Estudiantes (LP) 1
- Gimnasia (LP) 5 - Rosario Central 2
- Tigre 3 - Vélez Sársfield 2

10 de agosto
- Huracán 1 - Platense 0
- River Plate 4 - San Lorenzo 2

Fecha 13
14 de agosto
- Vélez Sársfield 1 - River Plate 0
- Independiente 0 - Lanús 0
- Boca Juniors 0 - Tigre 0
- Chacarita Juniors 0 - Racing Club 1
- San Lorenzo 3 - Gimnasia (LP) 2
- Estudiantes (LP) 0 - Huracán 3
- Rosario Central 1 - Newell's Old Boys 1
- Platense 2 - Ferro 0

Fecha 14
17 de agosto
- River Plate 0 - Boca Juniors 4
- Tigre 1 - Racing Club 4
- Huracán 4 - Rosario Central 1
- Newell's Old Boys 0 - San Lorenzo 1
- Ferro 2 - Estudiantes (LP) 2
- Gimnasia (LP) 4 - Vélez Sársfield 0
- Independiente 0 - Chacarita Juniors 0
- Lanús 2 - Platense 0

Fecha 15
21 de agosto
- Racing Club 2 - River Plate 2
- Vélez Sársfield 4 - Newell's Old Boys 1
- San Lorenzo 0 - Huracán 0
- Rosario Central 0 - Ferro 1
- Chacarita Juniors 3 - Tigre 0
- Estudiantes (LP) 1 - Lanús 1
- Boca Juniors 1 - Gimnasia (LP) 0
- Platense 2 - Independiente 2

Fecha 16
28 de agosto
- Tigre 0 - River Plate 0
- Racing Club 1 - Gimnasia (LP) 1
- Estudiantes (LP) 2 - Independiente 4
- Boca Juniors 4 - Newell's Old Boys 1
- San Lorenzo 0 - Ferro 2
- Rosario Central 4 - Lanús 0
- Platense 0 - Chacarita Juniors 3
- Vélez Sársfield 2 - Huracán 1

Fecha 17
4 de septiembre
- Chacarita Juniors 1 - River Plate 3
- Huracán 1 - Boca Juniors 1
- Independiente 2 - Rosario Central 0
- Gimnasia (LP) 2 - Tigre 0
- Newell's Old Boys 2 - Racing Club 1
- Lanús 2 - San Lorenzo 2
- Ferro 3 - Vélez Sársfield 0
- Platense 0 - Estudiantes (LP) 0

Fecha 18
11 de septiembre
- River Plate 2 - Gimnasia (LP) 0
- Vélez Sársfield 2 - Lanús 6
- Racing Club 2 - Huracán 1
- Estudiantes (LP) 3 - Chacarita Juniors 5
- San Lorenzo 1 - Independiente 3
- Rosario Central 0 - Platense 1
- Boca Juniors 0 - Ferro 1
- Tigre 4 - Newell's Old Boys 1

Fecha 19
25 de septiembre
- Ferro 0 - Racing Club 2
- Huracán 2 - Tigre 0
- Platense 1 - San Lorenzo 1

2 de octubre
- Independiente 4 - Vélez Sársfield 0
- Chacarita Juniors 2 - Gimnasia (LP) 0
- Estudiantes (LP) 1 - Rosario Central 1
- Lanús 1 - Boca Juniors 0
- Newell's Old Boys 2 - River Plate 2

Fecha 20
9 de octubre
- River Plate 2 - Huracán 1
- Vélez Sársfield 3 - Platense 1
- Boca Juniors 2 - Independiente 1
- Rosario Central 3 - Chacarita Juniors 2
- Racing Club 3 - Lanús 2
- Gimnasia (LP) 4 - Newell's Old Boys 2
- Tigre 5 - Ferro 3
- San Lorenzo 1 - Estudiantes (LP) 0

Fecha 21
12 de octubre
- Rosario Central 4 - San Lorenzo 3

16 de octubre
- Ferro 1 - River Plate 1
- Lanús 6 - Tigre 1
- Independiente 0 - Racing Club 1
- Platense 1 - Boca Juniors 1
- Huracán 2 - Gimnasia (LP) 0
- Chacarita Juniors 1 - Newell's Old Boys 1
- Estudiantes (LP) 1 - Vélez Sársfield 0

Fecha 22
23 de octubre
- River Plate 1 - Lanús 0
- Tigre 2 - Independiente 0
- Racing Club 1 - Platense 1
- Newell's Old Boys 1 - Huracán 4
- San Lorenzo 3 - Chacarita Juniors 0
- Vélez Sársfield 3 - Rosario Central 0
- Boca Juniors 1 - Estudiantes (LP) 0
- Gimnasia (LP) 1 - Ferro 3

Fecha 23
30 de octubre
- Independiente 0 - River Plate 0
- Rosario Central 2 - Boca Juniors 1
- Lanús 2 - Gimnasia (LP) 1
- Platense 1 - Tigre 1
- San Lorenzo 3 - Vélez Sársfield 1
- Estudiantes (LP) 0 - Racing Club 2
- Ferro 0 - Newell's Old Boys 0
- Chacarita Juniors 0 - Huracán 3

Fecha 24
6 de noviembre
- River Plate 2 - Platense 1
- Boca Juniors 1 - San Lorenzo 1
- Huracán 1 - Ferro 1
- Gimnasia (LP) 0 - Independiente 1
- Racing Club 3 - Rosario Central 0
- Vélez Sársfield 1 - Chacarita Juniors 0
- Tigre 2 - Estudiantes (LP) 1
- Newell's Old Boys 1 - Lanús 2

Fecha 25
13 de noviembre
- Estudiantes (LP) 1 - River Plate 2
- Rosario Central 2 - Tigre 3
- San Lorenzo 0 - Racing Club 1
- Platense 2 - Gimnasia (LP) 1
- Chacarita Juniors 0 - Ferro 1
- Vélez Sársfield 1 - Boca Juniors 2
- Lanús 1 - Huracán 0
- Independiente 6 - Newell's Old Boys 1

Fecha 26
20 de noviembre
- River Plate 2 - Rosario Central 1
- Racing Club 0 - Vélez Sársfield 1
- Boca Juniors 1 - Chacarita Juniors 1
- Tigre 2 - San Lorenzo 2
- Ferro 2 - Lanús 1
- Gimnasia (LP) 1 - Estudiantes (LP) 1
- Huracán 0 - Independiente 3
- Newell's Old Boys 2 - Platense 0

Fecha 27
27 de noviembre
- San Lorenzo 0 - River Plate 1
- Chacarita Juniors 1 - Lanús 1
- Platense 4 - Huracán 4
- Boca Juniors 3 - Racing Club 1
- Independiente 0 - Ferro 0
- Vélez Sársfield 3 - Tigre 2
- Estudiantes (LP) 1 - Newell's Old Boys 5
- Rosario Central 3 - Gimnasia (LP) 1

Fecha 28
4 de diciembre
- River Plate 5 - Vélez Sársfield 2
- Lanús 3 - Independiente 1
- Tigre 3 - Boca Juniors 0
- Gimnasia (LP) 1 - San Lorenzo 1
- Huracán 1 - Estudiantes (LP) 2
- Ferro 2 - Platense 1
- Racing Club 4 - Chacarita Juniors 2
- Newell's Old Boys 1 - Rosario Central 2

Fecha 29
8 de diciembre
- Boca Juniors 1 - River Plate 2
- Racing Club 1 - Tigre 2
- Chacarita Juniors 3 - Independiente 1
- San Lorenzo 2 - Newell's Old Boys 2
- Estudiantes (LP) 3 - Ferro 0
- Platense 1 - Lanús 1
- Vélez Sársfield 1 - Gimnasia (LP) 1
- Rosario Central 1 - Huracán 1

Fecha 30
11 de diciembre
- River Plate 2 - Racing Club 2
- Gimnasia (LP) 4 - Boca Juniors 1
- Huracán 2 - San Lorenzo 3
- Independiente 2 - Platense 0
- Tigre 2 - Chacarita Juniors 2
- Ferro 4 - Rosario Central 2
- Lanús 0 - Estudiantes (LP) 2
- Newell's Old Boys 1 - Vélez Sársfield 0

## Goleadores
| Jugador              | Jugador            | Goles | Equipo                  |
| -------------------- | ------------------ | ----- | ----------------------- |
| Bandera de Argentina | Oscar Massei       | 21    | Rosario Central         |
| Bandera de Argentina | Francisco Loiácono | 18    | Gimnasia y Esgrima (LP) |
| Bandera de Argentina | Humberto Maschio   | 18    | Racing Club             |
| Bandera de Argentina | Ricardo Bonelli    | 17    | Independiente           |
| Bandera de Argentina | José Sanfilippo    | 15    | San Lorenzo             |